# Жовтенко Олександр Євгенович
Олександр Жовтенко (19 листопада (1 грудня) 1891, м. Конотоп — н/д) — хорунжий 1-ї Запасової бригади Армії УНР, емігрант у Чехословаччині. У 1930-х член Союзу гетьманців-державників в Ужгороді.

## Життєпис
Олександр Жовтенко народився 19 листопада (1 грудня) 1891 року у місті Конотопі тодішньої Чернігівської губернії у родині Євгена Жовтенка та Домініки з роду Голуб.

### У Російській імператорській армії
З 1914 року перебував на службі у Російській імператорській армії у званні підпоручика.

### В Армії Української Народної Республіки
На службі в українській армії був з 1917 р. Служив у піхоті на посаді ординарця, за званням хорунжий. У період між липнем 1920 та липнем 1923 року його було підвищено до сотника (у чехословацьких документах зазначено «капітан»). У листопаді 1920 року, в складі Армії УНР, інтернований на території Польщі.

### На еміграції
У 1922 році емігрував до Чехословаччини. З 16 жовтня 1923 року зареєстрований у Празі, пішов на лісничі роботи до Нової Всі у Бенешова, у листопаді — до Росошок, потім знову в Празі, а з листопаду 1923 до березня 1924 мешкав у селі Квасах на Закарпатті, далі повернувся до Праги, де переважно мешкав до 1925 року, поміж роками 1925—1930 та у 1931 році мешкав у Вшетатах, на північ від Праги, у 1930 році жив у Тврдошині на Словаччині та Железній руді, а у 1931 році — також у Празі-Міхле.
Станом на 1926 рік Жовтенко навчався в Українському вільному університеті у Празі. У 1924—1926 роках навчався на Відділі лісової інженерії Чеського технічного університету у Празі. 30 червня 1931 року Жовтенко склав 2-й державний іспит та здобув диплом інженера.
У 1930 році у Ржичанах йому, як особі без громадянства, було видано паспорт Нансена на ім'я Alexandr Evženovič Žovtenko. У липні 1931 року зареєструвався в Ужгороді, у 1932 році мешкав у селі Крива за Закарпатті.
У 1932 році Жовтенко прохав про надання йому Чехословацького громадянства, однак йому було відмовлено через те, що на думку Чехословацьких органів, він був українським націоналістом, перебував переважно в українських колах та прохав про надання громадянства переважно з екзистенційних причин.
У травні 1935 року Жовтенко знову просив про надання Чехословацького громадянства. На той час він працював учителем у селі Кошельово на Хустщині. І це його прохання не було у січні 1936 року задовільнене з тих самих причин та через наявність інформації, що він «згідно зі звітом дирекції поліції, є обґрунтовано підозрілим у політичній діяльності, диригованій Берліном. Підтримує стосунки з особами політично цілком ненадійними.»
У 1937 році Олександр Жовтенко знов мешкав в Ужгороді, був компаньйоном книгарні підполковника Армії УНР Василя Мурашка та одним з організаторів книгарської справи на Закарпатті.
29 жовтня 1937 року в Ужгороді, ймовірно для продовження терміну дії документів, Жовтенко оплатив квитанцію за документами на ім'я Alex Žovtinas.
Наприкінці 1937 року поліція Чехословаччини почала розслідування щодо осередку Союзу гетьманців-державників в Ужгороді, який очолював Василь Мурашко. Прорив слідству приніс обшук, вчинений 11 квітня 1938 року у Василя Мурашка вдома та в магазині, «під час якого було вилучено значну кількість письмового матеріалу». 12 квітня поліція заарештувала Мурашка. Протягом кількох днів поліція заарештувала та передала у слідчий ізолятор прокуратури Ужгорода 9 осіб, у їх числі й Олександра Жовтенка. Усі вони обвинувачувались у тому, що загрожувати Республіці: «об'єднавшись з іноземною монархічною організацією, підступною до Чехословацької республіки і перебували у цій організації протягом багатьох років дотепер». Проте, зважаючи на те, що 16 квітня 1938 року була оголошена амністія Президента Республіки, поліція незабаром, не пізніше 25 квітня, звільнила всіх арештованих. Проте розслідування продовжувалося далі.
Подальша доля невідома.